# Wisconsin and Southern Railroad

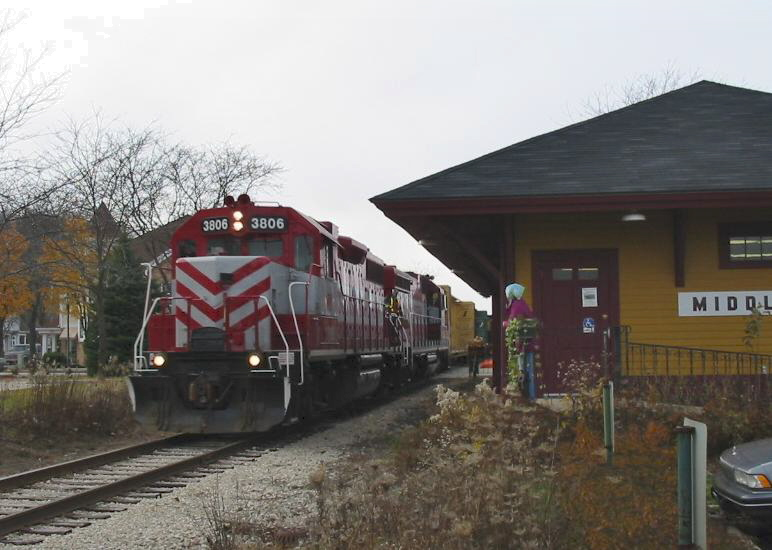
Zug der WSOR in Middleton (Wisconsin), 21. November 2004.

Die Wisconsin and Southern Railroad (kurz WSOR) ist eine 1980 gegründete regionale Eisenbahngesellschaft für Frachtverkehr auf dem Gebiet von Wisconsin mit Firmensitz in Milwaukee, WI, USA. Sie verfügt (2007) über ein Streckennetz von 700 Meilen (davon 100 als Streckenrechte), hat mehr als 200 Angestellte, etwa 30 Lokomotiven und transportierte 2001 50.000 Wagonladungen Güter.
Hauptknotenpunkt der WSOR ist Madison (Wisconsin), von dem aus mehrere Strecken nach Fox Lake (und weiter nach Chicago), Prairie du Chien, Reedsburg, Watertown, Monroe und Grand Ave., alle in Wisconsin, führen. Eine zweite Strecke führt von Milwaukee nach Oshkosh (Wisconsin).
Die aktuelle Farbgebung der Lokomotiven ist eine rote Grundfarbe mit einem breiten Längsstreifen und Beschriftung des Längsstreifens (in Rot) mit „Wisconsin & Southern“. Die Lokomotivschnauzen tragen abwechselnde Rot/Weiß-Diagonalstreifen.
Zum 1. Januar 2012 ist die WSOR vom Bundesstaat Wisconsin an die Watco Companies verkauft worden.
Siehe auch: Liste nordamerikanischer Eisenbahngesellschaften